# Une arme pour un lâche

Une arme pour un lâche (titre original Gun for a Coward) est un film américain réalisé par Abner Biberman sorti en 1957.

## Synopsis
Will Keough est propriétaire d'un ranch avec ses deux petits frères, Bless et Hade. Ils vivent avec leur mère devenue veuve, Hannah. Leur père a été mordu par un serpent à sonnettes quand Bless était un jeune garçon. Depuis ce jour, Hannah est déterminée à protéger Bless de la vie dure de l'Ouest et elle veut en faire un homme meilleur.
Entre vol de bétail par des hors la loi et vol de fiancée, la famille Keough a fort à faire...

## Fiche technique
- Titre : Une arme pour un lâche
- Titre original : Gun for a Coward
- Réalisation : Abner Biberman
- Scénario : R. Wright Campbell
- Musique : Irving Gertz, Henry Russell, Frank Skinner
- Producteur : William Alland
- Genre : Western
- Durée : 88 minutes
- Couleur : Eastmancolor
- Pays de production : États-Unis
- Dates de sortie : 
  - États-Unis : 30 janvier 1957
- Affiche : Constantin Belinsky (France)

## Distribution
- Fred MacMurray (VF : Pierre Leproux) : Will Keough
- Jeffrey Hunter (VF : Philippe Mareuil) : Bless (Blaise en VF) Keough
- Janice Rule (VF : Monique Mélinand) : Aud Niven
- Chill Wills (VF : Camille Guérini) : Loving
- Dean Stockwell (VF : Maurice Sarfati) : Hade (Harry en VF) Keough
- Josephine Hutchinson (VF : Hélène Tossy) : Mrs. Keough
- Betty Lynn : Claire
- Iron Eyes Cody (VF : Georges Aminel) : le chef indien
- Robert F. Hoy (VF : Jacques Thébault) : Danny
- Jane Howard : Marie
- Marjorie Stapp : Rose
- John Larch (VF : Raymond Loyer) : Stringer
- Paul Birch (VF : Lucien Bryonne) : Andy (Henry en VF) Niven
- Bob Steele (VF : Paul Lalloz) : Durkee
- Frances Morris : Mrs. Anderson